# کنگره کشوری شوراها
کنگره کشوری شوراها از سال ۱۹۱۷ شکل گرفت و به عالی‌ترین هیئت حاکمه جمهوری سوسیالیستی فدرال اتحاد جماهیر شوروی روسیه از سال ۱۹۱۸ تا ۱۹۳۶ تبدیل شد. قانون اساسی ۱۹۱۸ (اس-اف-اس-ار) روسیه مقرر کرد که کنگره حداقل دو بار در سال تشکیل شود و وظایف آن تعریف (و اصلاح) اصول قانون اساسی اتحاد جماهیر شوروی و تصویب معاهدات صلح است. انقلاب اکتبر دولت موقت را برکنار کرد و کنگره اتحاد جماهیر شوروی را به تنها و بالاترین هیئت حاکمیت تبدیل کرد. لازم است ذکر شود که این کنگره آن کنگرهٔ شورهای اتحاد جماهیر شوروی نیست که پس از سال ۱۹۲۲ بر کل اتحاد جماهیر شوروی اداره می‌کرد.